# 1735-ös busz
Az 1735-ös jelzésű autóbuszvonal távolsági autóbuszjárat Veszprém és Nagykanizsa között, melyet a MÁV Személyszállítási Zrt. lát el.

## Közlekedése
Naponta egy járatpár szállítja az utasokat. Útvonalának hossza 138,6 km, menetideje Nagykanizsa felé 3 óra 10 perc, Veszprém felé 3 óra 15 perc.

## Megállóhelyei
| 0  | Veszprém, autóbusz-állomás végállomás                 | 59 | 1, 2, 3, 4, 4A, 7, 7A, 10, 12, 13, 22, 22A, 23, 23U, 47 1212, 1215, 1216, 1229, 1510, 1513, 1529, 1564, 1592, 1593, 1625, 1626, 1631, 1658, 1708, 1709, 1710, 1720, 1722, 1731, 1732, 1736, 1740, 1742, 1758, 1806, 1808, 1823, 1846, 1853 5449, 7033, 7300, 7301, 7302, 7303, 7304, 7305, 7306, 7307, 7309, 7311, 7313, 7314, 7315, 7316, 7317, 7318, 7319, 7320, 7321, 7322, 7323, 7324, 7325, 7326, 7332, 7333, 7335, 7338, 7341, 7342, 7344, 7345, 7346, 7350, 7352, 7353, 7355, 7358, 7360, 7361, 7363, 7364, 7366, 7367, 7369, 7370, 7376, 7381, 7383, 7386, 7388, 7391, 7395, 7396, 7398 |
| 1  | Veszprém, kórház                                      | 58 | 7, 7A 1529, 1631, 1658, 1710, 1720, 1740, 1758, 1806, 1808, 1846, 1853 7341, 7342, 7344, 7345, 7346, 7348, 7350, 7352, 7353, 7355, 7357, 7358 |
| 2  | Csopak, Csonkatorony 73-as út                         | 57 | 1529, 1631, 1658, 1710, 1720, 1740, 1758, 1806, 1808, 1846, 1853 7350, 7352, 7353, 7355, 7357, 7358, 7363 |
| 3  | Balatonfüred, Arács vasúti megállóhely                | 56 | 3, 4, 6, 7 1529, 1631, 1658, 1709, 1710, 1720, 1722, 1740, 1758, 1806, 1808, 1846, 1853 7338, 7344, 7345, 7348, 7350, 7352, 7355, 7357, 7358, 7363, 7653, 7654, 8082 személyvonat, Vízipók sebesvonat, Katica InterRégió |
| 4  | Balatonfüred, Arany Csillag                           | 55 | 3, 4, 6, 7 1529, 1631, 1658, 1709, 1710, 1720, 1722, 1740, 1758, 1806, 1808, 1846, 1853 7338, 7344, 7345, 7348, 7350, 7352, 7355, 7357, 7358, 7363, 7653, 7654, 8082 |
| 5  | Balatonfüred, autóbusz-állomás                        | 54 | 1, 1B, 2, 2B, 3, 4, 5, 6, 7 1529, 1631, 1658, 1709, 1710, 1720, 1722, 1740, 1758, 1806, 1808, 1846, 1853 7338, 7344, 7345, 7346, 7348, 7350, 7352, 7353, 7355, 7357, 7358, 7363, 7364, 7653, 7654, 7671, 7673, 7674, 7675, 7676, 7682, 7683, 7686, 8082 személyvonat, sebesvonat, Vízipók sebesvonat, Csabai Tekergő expresszvonat, Szabolcsi Tekergő expresszvonat, Tekergő expresszvonat, Katica InterRégió, Kék Hullám Intercity |
| 6  | Aszófő, vasútállomás bejárati út                      | 53 | 1631, 1658, 1806, 1808, 1846 7357, 7671 személyvonat, sebesvonat, Kék Hullám InterCity |
| 7  | Örvényes, autóbusz-váróterem                          | 52 | 1631, 1658, 1806, 1808, 1846 7357, 7671 |
| 8  | Balatonudvari, autóbusz-váróterem                     | 51 | 1631, 1658, 1806, 1808, 1846 7357, 7671 |
| 9  | Balatonudvari, Fövenyes, bejárati út                  | 50 | 1631, 1658, 1806, 1808, 1846 7357, 7671 |
| 10 | Balatonakali, bejárati út                             | 49 | 1631, 1658, 1806, 1808, 1846 7357, 7671, 7682, 7706 |
| 11 | Zánka, Gyermekváros                                   | 48 | 1631, 1658, 1806, 1808, 1846 7357, 7367, 7671, 7706 |
| 12 | Zánka-Köveskál, vasútállomás bejárati út              | 47 | 1631, 1658, 1806, 1808, 1846 7357, 7367, 7369, 7671, 7706, 7744 személyvonat, sebesvonat, Csabai Tekergő expresszvonat, Kék Hullám InterCity |
| 13 | Balatonszepezd, Viriusz telep                         | 46 | 1631, 1658, 1806, 1808, 1846 7357, 7671, 7744 |
| 14 | Balatonszepezd, vasúti megállóhely                    | 45 | 1631, 1658, 1806, 1808, 1846 7357, 7671, 7744 személyvonat, sebesvonat, Kék Hullám InterCity |
| 15 | Balatonszepezd, fürdő                                 | 44 | 1658, 1806, 1808 7357, 7671, 7744 személyvonat, sebesvonat |
| 16 | Révfülöp, vasútállomás                                | 43 | 1631, 1658, 1717, 1806, 1808, 1846 7357, 7387, 7671, 7702, 7703, 7704, 7705, 7708, 7744, 7942 személyvonat, sebesvonat, Csabai Tekergő expresszvonat, Kék Hullám InterCity |
| 17 | Balatonrendes, vasúti megállóhely                     | 42 | 1631, 1658, 1717, 1806, 1808, 1846 7357, 7387, 7708 személyvonat, sebesvonat, Kék Hullám InterCity |
| 18 | Ábrahámhegy, vasúti megállóhely                       | 41 | 1631, 1658, 1717, 1806, 1808, 1846 7357, 7387, 7707, 7708, 7709, 7746 személyvonat, sebesvonat, Kék Hullám InterCity |
| 19 | Badacsonytomaj (Badacsonyörs), camping                | 40 | 1631, 1658, 1717, 1806, 1808, 1846 7357, 7387, 7707, 7708, 7709, 7746 |
| 20 | Badacsonytomaj (Badacsonyörs), posta                  | 39 | 1631, 1658, 1717, 1806, 1808, 1846 7357, 7387, 7707, 7708, 7709, 7746 személyvonat, sebesvonat, Csabai Tekergő expresszvonat |
| 21 | Badacsonytomaj, vasútállomás bejárati út              | 38 | 1631, 1658, 1717, 1806, 1808, 1846 6363, 6364, 7387, 7707, 7708, 7709, 7746 személyvonat, sebesvonat, Csabai Tekergő expresszvonat, Kék Hullám InterCity |
| 22 | Badacsony, vasúti megállóhely                         | 37 | 1579, 1631, 1658, 1717, 1806, 1808, 1846 6363, 6364, 7387, 7708, 7709, 7710, 7746, 7929 személyvonat, sebesvonat, Csabai Tekergő expresszvonat, Kék Hullám InterCity |
| 23 | Badacsonylábdihegy, vasúti megállóhely bejárati út    | 36 | 1579, 1631, 1658, 1717, 1806, 1808, 1846 6363, 6364, 7387, 7708, 7710, 7746 személyvonat, sebesvonat, Kék Hullám InterCity |
| 24 | Badacsonytördemic-Szigliget, vasútállomás bejárati út | 35 | 1579, 1631, 1658, 1717, 1806, 1808, 1846 6364, 7387, 7708 személyvonat, sebesvonat, Kék Hullám InterCity |
| 25 | Szigliget, bejárati út                                | 34 | 1579, 1631, 1658, 1806, 1808, 1846 6363, 6364, 7710, 7711 |
| 26 | Balatonederics, bejárati út                           | 33 | 1212, 1569, 1579, 1625, 1631, 1636, 1658, 1714, 1723, 1736, 1806, 1808, 1846 6218, 6361, 6363, 6364, 7357, 7721 |
| 27 | Balatongyörök, Becehegy                               | 32 | 1212, 1579, 1625, 1631, 1636, 1658, 1714, 1723, 1736, 1808, 1846 6361, 6363, 6364, 7357, 7721 |
| 28 | Balatongyörök, Szépkilátó                             | 31 | 1212, 1579, 1625, 1631, 1636, 1658, 1714, 1723, 1736, 1806, 1808, 1846 6361, 6363, 6364, 7357, 7721 |
| 29 | Balatongyörök, bejárati út                            | 30 | 1212, 1569, 1579, 1625, 1631, 1636, 1658, 1714, 1723, 1736, 1806, 1808, 1846 6218, 6360, 6361, 6363, 6364, 7357, 7721 |
| 30 | Vonyarcvashegy, vasútállomás bejárati út              | 29 | 1212, 1569, 1579, 1625, 1631, 1636, 1658, 1714, 1723, 1736, 1806, 1808, 1846 6218, 6360, 6361, 6363, 6364, 7357, 7721 személyvonat, Lesence sebesvonat, Tanúhegy sebesvonat, Helikon InterRégió |
| 31 | Gyenesdiás, takarékpénztár                            | 28 | 1212, 1569, 1579, 1625, 1631, 1636, 1658, 1714, 1723, 1736, 1806, 1808, 1846 6218, 6360, 6361, 6363, 6364, 6365, 7357, 7721 |
| 32 | Gyenesdiás, községháza                                | 27 | 1212, 1579, 1625, 1631, 1636, 1658, 1714, 1723, 1736, 1806, 1808, 1846 6218, 6360, 6361, 6363, 6364, 6365, 7357, 7721 |
| 33 | Keszthely, Vágóhíd utca                               | 26 | 1 1212, 1579, 1625, 1631, 1636, 1658, 1714, 1723, 1736, 1806, 1808, 1846 6218, 6360, 6361, 6363, 6364, 7357, 7721 |
| 34 | Keszthely, kórház                                     | 25 | 1 1212, 1569, 1579, 1625, 1631, 1636, 1658, 1714, 1723, 1736, 1806, 1808, 1846 6218, 6360, 6361, 6363, 6364, 7357, 7721 |
| 35 | Keszthely, autóbusz-állomás                           | 24 | 1, 2, 3, 5, 70, C5 1193, 1194, 1212, 1402, 1499, 1506, 1569, 1578, 1579, 1625, 1631, 1636, 1658, 1665, 1666, 1673, 1714, 1723, 1724, 1725, 1732, 1736, 1794, 1806, 1808, 1842, 1846 5974, 5976, 6103, 6162, 6192, 6216, 6218, 6230, 6231, 6237, 6306, 6307, 6308, 6310, 6316, 6350, 6355, 6360, 6361, 6363, 6364, 6370, 6373, 6375, 6384, 6386, 6387, 6391, 6395, 6396, 6398, 6415, 7357, 7721, 7722 személyvonat, sebesvonat, Helikon InterRégió, Lesence expresszvonat, Tanúhegy expresszvonat, Fenyves expresszvonat, Balaton InterCity                                                      |
| 36 | Keszthely, Bercsényi utca                             | 23 | 70, C5 1194, 1402, 1499, 1506, 1569, 1625, 1631, 1636, 1658, 1665, 1666, 1673, 1714, 1724, 1725, 1736, 1794, 1806, 1808, 1842 5976, 6103, 6162, 6216, 6218, 6230, 6231, 6237, 6306, 6307, 6310, 6316, 6355, 6360, 6361, 6363, 6364, 6370, 6375, 6384, 6386, 6387, 6391, 6395, 6396, 6398, 6415, 7721, 7722 |
| 37 | Keszthely, Egry József utca                           | 22 | 1194, 1402, 1499, 1506, 1666, 1794 6218, 6230, 6231, 6237, 6307, 6308, 6310, 6316, 6370, 6375, 6396, 6415 |
| 38 | Alsópáhok, alsó                                       | 21 | 1194, 1666, 1736, 1794 6230, 6231, 6237, 6307, 6308, 6310, 6316, 6363, 6370, 6372, 6375, 6396, 6415 |
| ∫  | Alsópáhok, Dózsa utca 131.                            | 20 | 1194, 1736 6218, 6230, 6231, 6237, 6307, 6308, 6310, 6316, 6370, 6372, 6375, 6415 |
| 39 | Sármellék, Dózsa utca 91.                             | 19 | 1736 6230, 6308, 6310, 6370, 6375, 6415 |
| 40 | Sármellék, vasútállomás                               | 18 | 1185, 1187, 1193, 1736, 1794 6308, 6375, 6377, 6396, 6415 |
| 41 | Sármellék, Dózsa utca 274.                            | 17 | 6308, 6375, 6377, 6415 |
| 42 | Sármellék, Dózsa utca 227.                            | 16 | 6308, 6375, 6377, 6415 |
| 43 | Sármellék, repülőtér                                  | 15 | 1736, 1794 6375, 6377, 6396, 6415 |
| 44 | Zalavár, Csillag utca 1.                              | 14 | 1736, 1794 6375, 6377, 6396, 6415 |
| 45 | Zalavár, Fő tér                                       | 13 | 1736, 1794 6375, 6377, 6396, 6415 |
| 46 | Zalaszabar, bolt                                      | 12 | 1736, 1794 6222, 6226, 6375, 6377, 6396, 6415 |
| 47 | Nagyrada, autóbusz-váróterem                          | 11 | 1736, 1794 6222, 6226, 6396, 6415 |
| 48 | Garabonc (Kisrada), autóbusz-váróterem                | 10 | 1736, 1794 6222, 6226, 6396, 6415 |
| 49 | Garabonc, központ                                     | 9  | 1736, 1794 6222, 6226, 6396, 6415 |
| 50 | Zalakaros, Kossuth utca                               | 8  | 1736, 1794 6222, 6396, 6415 |
| 51 | Zalakaros, Fő utca                                    | 7  | 1736, 1794 6222, 6226, 6396, 6415 |
| 52 | Zalakaros, autóbusz-állomás                           | 6  | 1183, 1578, 1736, 1794 6043, 6163, 6186, 6222, 6226, 6396, 6405, 6415, 6420 |
| 53 | Zalakaros, fedett fürdő                               | 5  | 1183, 1578, 1736, 1794 6043, 6163, 6226, 6396, 6405, 6415, 6420 |
| 54 | Galambok, vendéglő                                    | 4  | 1183, 1736, 1794 6043, 6163, 6226, 6396, 6405, 6415, 6420 |
| 55 | Nagyrécse, bejárati út                                | 3  | 1183, 1794 6226, 6403, 6405, 6415 |
| 56 | Nagykanizsa, Fortuna                                  | 2  | 5, 5Y, 7, 7Y, 16, 16A, 16E, 16Y 1183, 1184, 1736, 1794 6043, 6163, 6226, 6396, 6403, 6405, 6415, 6420 |
| 57 | Nagykanizsa, Eötvös tér                               | 1  | 4, 4Y, 6, 6A, 6E, 6Y, 9, 9Y, 10, 10A, 10Y, 16, 16A, 16E, 16Y, 25, 28B, 46 1736, 1794 5686, 5687, 5688, 5972, 6043, 6122, 6163, 6226, 6396, 6403, 6405, 6415, 6420, 6421, 6429 |
| 58 | Nagykanizsa, autóbusz-állomás végállomás              | 0  | 2, 2E, 4, 4A, 4Y, 5, 6Y, 6, 6A, 6E, 6Y, 7, 7Y, 8, 8Y, 9, 9Y, 10, 10A, 10Y, 15, 16, 16A, 16E, 16Y, 17, 18, 24, 28, 28B, 46 1183, 1184, 1503, 1562, 1641, 1642, 1666, 1667, 1668, 1726, 1736, 1794 5686, 5687, 5688, 5972, 6043, 6122, 6138, 6139, 6163, 6226, 6245, 6246, 6247, 6400, 6401, 6403, 6405, 6415, 6420, 6421, 6425, 6428, 6429, 6435, 6440, 6445, 6446, 6448, 6454, 6456, 6458, 6462, 6465, 6470, 6472 |